# Kasachischer Fußballpokal 2012
Der Kasachische Fußballpokal 2012 war die 21. Austragung des Pokalwettbewerbs im Fußball in Kasachstan. Pokalsieger wurde der FK Astana, der sich im Finale gegen Ertis Pawlodar durchsetzte.
Durch den Sieg im Finale qualifizierte sich Astana für die erste Runde der UEFA Europa League 2013/14.

## Modus
In der ersten Runde und im Finale wurde der Sieger in einem Spiel ermittelt. Stand es nach der regulären Spielzeit von 90 Minuten unentschieden, kam es zur Verlängerung von zweimal 15 Minuten und falls danach immer noch kein Sieger feststand zum Elfmeterschießen.
Das Achtel-, Viertel- und Halbfinale wurde in Hin- und Rückspiel ausgetragen. Bei Torgleichheit entschied zunächst die Anzahl der auswärts erzielten Tore, danach eine Verlängerung und schließlich das Elfmeterschießen.

## 1. Runde
Alle 16 Teams aus der Ersten Liga (2. Leistungsklasse) und 12 Mannschaften der Premjer-Liga traten gegeneinander an. Die letztjährigen Finalisten Ordabassy Schymkent und Tobol Qostanai stiegen erst im Achtelfinale in den Wettbewerb ein.
| Datum      |                      | Ergebnis |                        |
| ---------- | -------------------- | -------- | ---------------------- |
| 15.05.2012 | Qysylschar Petropawl | 0:2      | FK Taras               |
| 16.05.2012 | Ak-Bulak Talgar      | 2:1      | Bolat-AMT Temirtau     |
| 16.05.2012 | FK ZSKA Almaty       | 5:3      | Beiterek Astana        |
| 16.05.2012 | FK Ile-Saulet        | 0:3      | Oqschetpes Kökschetau  |
| 16.05.2012 | Kaspij Aqtau         | 1:3      | Aqschajyq Oral         |
| 16.05.2012 | FK Aqtöbe-Schas      | 0:2      | Qaisar Qysylorda       |
| 16.05.2012 | BIIK Kazygurt        | 1:4      | FK Aqtöbe              |
| 16.05.2012 | Laschyn Karatau      | 2:0      | Sunkar Kaskelen        |
| 16.05.2012 | Spartak Semei        | 0:2      | Schachtjor Qaraghandy  |
| 16.05.2012 | Wostok Öskemen       | 1:3      | Schetissu Taldyqorghan |
| 16.05.2012 | FK Astana-64         | 0:1      | FK Astana              |
| 16.05.2012 | Zesna Almaty         | 1:0      | FK Atyrau              |
| 16.05.2012 | FK Ekibastus         | 1:4      | Ertis Pawlodar         |
| 16.05.2012 | Kyran Schymkent      | 2:4      | FK Qairat Almaty       |

## Achtelfinale
Die vierzehn Sieger aus der ersten Runde und die zwei Finalisten 2011 traten gegeneinander an.
| Datum             |                        | Gesamt |                       | Hinspiel | Rückspiel |
| ----------------- | ---------------------- | ------ | --------------------- | -------- | --------- |
| 20.06./27.06.2012 | FK ZSKA Almaty         | 0:7    | Schachtjor Qaraghandy | 0:4      | 0:3       |
| 20.06./27.06.2012 | Oqschetpes Kökschetau  | 2:3    | Tobol Qostanai        | 1:3      | 1:0       |
| 20.06./27.06.2012 | Schetissu Taldyqorghan | 3:1    | FK Taras              | 1:1      | 2:0       |
| 20.06./27.06.2012 | Ak-Bulak Talgar        | 1:3    | FK Astana             | 1:1      | 0:2       |
| 20.06./27.06.2012 | FK Aqtöbe              | 7:0    | Laschyn Karatau       | 5:0      | 2:0       |
| 20.06./27.06.2012 | Zesna Almaty           | 1:8    | Ertis Pawlodar        | 1:4      | 0:4       |
| 20.06./27.06.2012 | Qaisar Qysylorda       | 2:1    | FK Qairat Almaty      | 2:0      | 0:1       |
| 20.06./27.06.2012 | Aqschajyq Oral         | 1:7    | Ordabassy Schymkent   | 1:2      | 0:5       |

## Viertelfinale
| Datum             |                        | Gesamt |                       | Hinspiel | Rückspiel |
| ----------------- | ---------------------- | ------ | --------------------- | -------- | --------- |
| 19.09./29.09.2012 | Schetissu Taldyqorghan | 1:2    | Schachtjor Qaraghandy | 1:1      | 0:1       |
| 19.09./29.09.2012 | Ertis Pawlodar         | 3:1    | Tobyl Qostanai        | 3:0      | 0:1       |
| 19.09./29.09.2012 | Qaisar Qysylorda       | 2:4    | FK Astana             | 1:0      | 1:4       |
| 19.09./29.09.2012 | FK Aqtöbe              | 1:0    | Ordabassy Schymkent   | 0:0      | 1:0       |

## Halbfinale
| Datum             |                       | Gesamt |           | Hinspiel | Rückspiel |
| ----------------- | --------------------- | ------ | --------- | -------- | --------- |
| 01.11./05.11.2012 | Ertis Pawlodar        | 6:3    | FK Aqtöbe | 5:0      | 1:3       |
| 01.11./05.11.2012 | Schachtjor Qaraghandy | 2:3    | FK Astana | 2:1      | 0:2       |

## Finale
| FK Astana                                               | FK Astana | Ertis Pawlodar | Ertis Pawlodar |
| ------------------------------------------------------- | --- | --- | -------------- |
| FK Astana                                               | \| 11. November 2012 um 12:00 Uhr in Astana (Astana Arena)[1] \| \| Ergebnis: 2:0 (1:0) \| \| Zuschauer: 11.500 \| \| Schiedsrichter: Kairat Slambekow \| | \| 11. November 2012 um 12:00 Uhr in Astana (Astana Arena)[1] \| \| Ergebnis: 2:0 (1:0) \| \| Zuschauer: 11.500 \| \| Schiedsrichter: Kairat Slambekow \| | Ertis Pawlodar |
| FK Astana                                               | Nenad Erić – Michail Roschkow, Dimitrija Lazarevski, Kairat Nurdauletow – Waleri Korobkin, Tanat Nusserbajew (87. Filip Ivanovski), Damir Kojašević (89. Ulan Konysbajew), Foxi Kéthévoama (90.+2' Jewgeni Gorjatschi) – Sergei Ostapenko, Absal Beissebekow, Marat Schachmetow Cheftrainer: Miroslav Beránek | Wjatscheslaw Kotljar – Mamoutou Coulibaly, Anton Tschitschulin (75. Wladimir Jakowlew), Wladislaw Tschernyschow , Štěpán Kučera – Titi Essomba (83. Gleb Maltsew), Igor Jurin, Darko Maletić, Dmitri Schomko, Predrag Govedarica – Pawel Schabalin (80. Timur Baischanow) Cheftrainer: Talgat Baysufinow | Ertis Pawlodar |
| FK Astana                                               | 1:0 Nurdauletow (5.) 2:0 Nusserbajew (82.) | | Ertis Pawlodar |
| FK Astana                                               | Tschernyschow (18.), Jurin (65.), Coulibaly (73.) | | Ertis Pawlodar |
| 11. November 2012 um 12:00 Uhr in Astana (Astana Arena) | | |                |
| Ergebnis: 2:0 (1:0)                                     | | |                |
| Zuschauer: 11.500                                       | | |                |
| Schiedsrichter: Kairat Slambekow                        | | |                |